# So Close to What
So Close to What – trzeci album studyjny kanadyjskiej piosenkarki Tate McRae, wydany 21 lutego 2025 r. z nakładem RCA Records. Poprzedził go główny singiel „It’s OK I’m OK” 12 września 2024 roku, po którym nastąpiła premiera „2 Hands” 14 listopada, a potem utworu „Sports Car” 24 stycznia 2025 roku. Tate McRae wyruszyła w trasę koncertową Miss Possessive Tour po Europie i Ameryce Północnej, która potrwa do 2025 roku, w ramach promocji albumu.

## Tło
Po wydaniu drugiego albumu studyjnego Think Later w grudniu 2023 roku Tate McRae wyruszyła w trasę koncertową, która go wspierała. Album wyprodukował „Greedy” (2023), który był jednym z jej najlepiej sprzedających się singli. Niedługo po wydaniu, Tate McRae miała wrócić do studia nagraniowego 23 stycznia 2024 roku. W marcu 2024 roku Tate McRae potwierdziła, że wróciła do studia i „pisze i sprawdza, co pierwsze przychodzi jej do głowy, zwłaszcza że tak szybko po wydaniu mojego albumu”. Gdy pierwsza część jej trasy Think Later World Tour 2024 dobiegła końca w sierpniu 2024 roku, piosenkarka potwierdziła, że pracowała nad swoim nadchodzącym albumem, będąc jednocześnie w trasie.
14 listopada 2024 roku Tate McRae ogłosiła wydanie swojego trzeciego albumu studyjnego za pośrednictwem mediów społecznościowych. Według komunikatu prasowego, So Close to What ma uchwycić „podróż dorastania, gdy droga przed nami wydaje się nieskończona”. So Close to What oferuje „introspekcyjne badanie samopoznania, miłości i poszukiwania równowagi” w niepewnych czasach. 16 stycznia do sieci wyciekła wersja albumu przeznaczona do fizycznej premiery, co skłoniło McRae do napisania dwóch dodatkowych piosenek na album. Ostateczną listę utworów ujawniono ostatecznie na jej koncie na Instagramie 12 lutego 2025 r. Album został wydany 21 lutego 2025 r.

## Promocja
Pierwszy singiel z albumu, „It’s OK I’m OK”, został wydany 12 września 2024 roku. W ramach promocji albumu piosenkarka wyruszyła w trasę koncertową Miss Possessive Tour, która ma obejmować 80 koncertów w Ameryce Północnej, Ameryce Południowej i Europie, z supportującymi artystami Benee i Zarą Larsson.
Podczas trasy koncertowej Think Later World Tour Tate McRae na imprezie pop-up w Sydney zaprezentowała trzy utwory: Dear God, Revolving Door i Green light, które znajdują się na jej albumie.

## Lista utworów
| Edycja standardowa | Edycja standardowa              | Edycja standardowa                                                     | Edycja standardowa       | Edycja standardowa |
| Nr                 | Tytuł utworu                    | Autorzy                                                                | Produkcja                | Długość            |
| ------------------ | ------------------------------- | ---------------------------------------------------------------------- | ------------------------ | ------------------ |
| 1.                 | „Miss Possessive”               | Tate McRae · Amy Allen · Ryan Tedder · Michael Blake Slatkin           | Tedder · Slatkin         | 2:19               |
| 2.                 | „2 hands”                       | McRae · Allen · Tedder · Peter Rycroft                                 | Tedder · Lostboy         | 3:02               |
| 3.                 | „Revolving Door”                | McRae · Julia Michaels · Tedder · Grant Boutin                         | Tedder · Boutin          | 3:00               |
| 4.                 | „Bloodonmyhands” (z Flo Milli)  | McRae · Tamia Carter · Tedder · Boutin                                 | Boutin                   | 2:42               |
| 5.                 | „Dear God”                      | McRae · Michaels · Tedder · Boutin                                     | Tedder · Boutin          | 2:51               |
| 6.                 | „Purple Lace Bra”               | McRae · Allen · Emile Haynie                                           | Haynie                   | 3:11               |
| 7.                 | „Sports Car”                    | McRae · Michaels · Tedder · Boutin                                     | Tedder · Boutin          | 2:45               |
| 8.                 | „Signs”                         | McRae · Allen · Rycroft                                                | Lostboy                  | 2:53               |
| 9.                 | „I Know Love” (z The Kid LAROI) | McRae · Charlton Howard · Michaels · Billy Walsh · Tedder · Tyler Spry | Tedder · Spry · Dopamine | 2:36               |
| 10.                | „Like I Do”                     | McRae · Boutin                                                         | Boutin                   | 3:02               |
| 11.                | „It’s OK I’m OK”                | McRae · Savan Kotecha · Ilya Salmanzadeh · Tedder                      | Ilya · Tedder            | 2:36               |
| 12.                | „No I’m Not in Love”            | McRae · Allen · Tedder · Rycroft                                       | Tedder · Lostboy         | 2:50               |
| 13.                | „Means I Care”                  | McRae · Allen · Tedder · Rob Bisel · Steven Marsden                    | Tedder · Bisel           | 2:55               |
| 14.                | „Greenlight”                    | McRae · Boutin                                                         | Boutin · Haynie          | 2:45               |
| 15.                | „Nostalgia”                     | McRae · Boutin                                                         | Boutin                   | 3:03               |
|                    |                                 |                                                                        |                          | 42:30              |